# Menneweer
Menneweer is een behuisde wierde in de gemeente Het Hogeland in de provincie Groningen. Menneweer ligt langs de N361 tussen Ulrum en Vierhuizen, bij de afslag naar Zoutkamp. Ten oosten van de wierde ligt de wierde Elens. Tussen Menneweer en Elens lag in de 17e eeuw het gehucht Mollenhuizen.
De wierde heeft een hoogte van ongeveer 2,6 meter boven NAP. Een groot deel van de wierde werd vergraven tussen 1900 en 1920. Ook in 1989, 1996 en 1998 zijn er nog delen afgegraven. In de wierde zijn scherven aangetroffen uit de volle en late middeleeuwen. De eerste vermelding is als Menowerfe in de goederenlijst van het klooster Werden rond het jaar 1000. Op de wierde staat boerderij '(Nieuw) Menneweer' uit 1866 (Menneweersterweg 2). Ten zuiden van de wierde staat de oudere boerderij Menneweer uit 1818 (Menneweersterweg 1). Vroeger heeft er ook een daglonerswoning gestaan ten oosten van boerderij (Nieuw) Menneweer.
Het klauwboek van Tjassens vermeldt in 1408 dat het redgerrecht viel op Menneweer. Welke boerderij is onbekend. Er hebben ten minste vijf boerderijen op en aan de wierde gestaan. In 1818 waren drie boerderijen in handen van een eigenaar, die in 1818 een nieuwe nog bestaande boerderij bouwde ten zuiden van de wierde, die hij 'Het Klaverblad' noemde, maar die later gewoon weer de naam Menneweer kreeg. De oudere drie boerderijen werden daarop afgebroken. In 1862 werd ook een vierde boerderij opgekocht door de eigenaren van boerderij Menneweer. Hierdoor was de boerderij echter te groot geworden, waarop deze in 1866 werd gesplitst en boerderij Nieuw Menneweer op de wierde werd gebouwd (op de plek van de vierde boerderij), die tegenwoordig kortweg 'Menneweer' (2) wordt genoemd. Van de huidige oudere boerderij Menneweer (1) dateren alleen de schuren uit 1818. Het woonhuis werd in 1958 herbouwd en in 1954 werd er een werktuigenloods bijgebouwd. Tussen 1961 en 1967 heeft er nog een nieuwe bedrijfswoning op het erf gestaan, die echter later werd verkocht en afgevoerd.

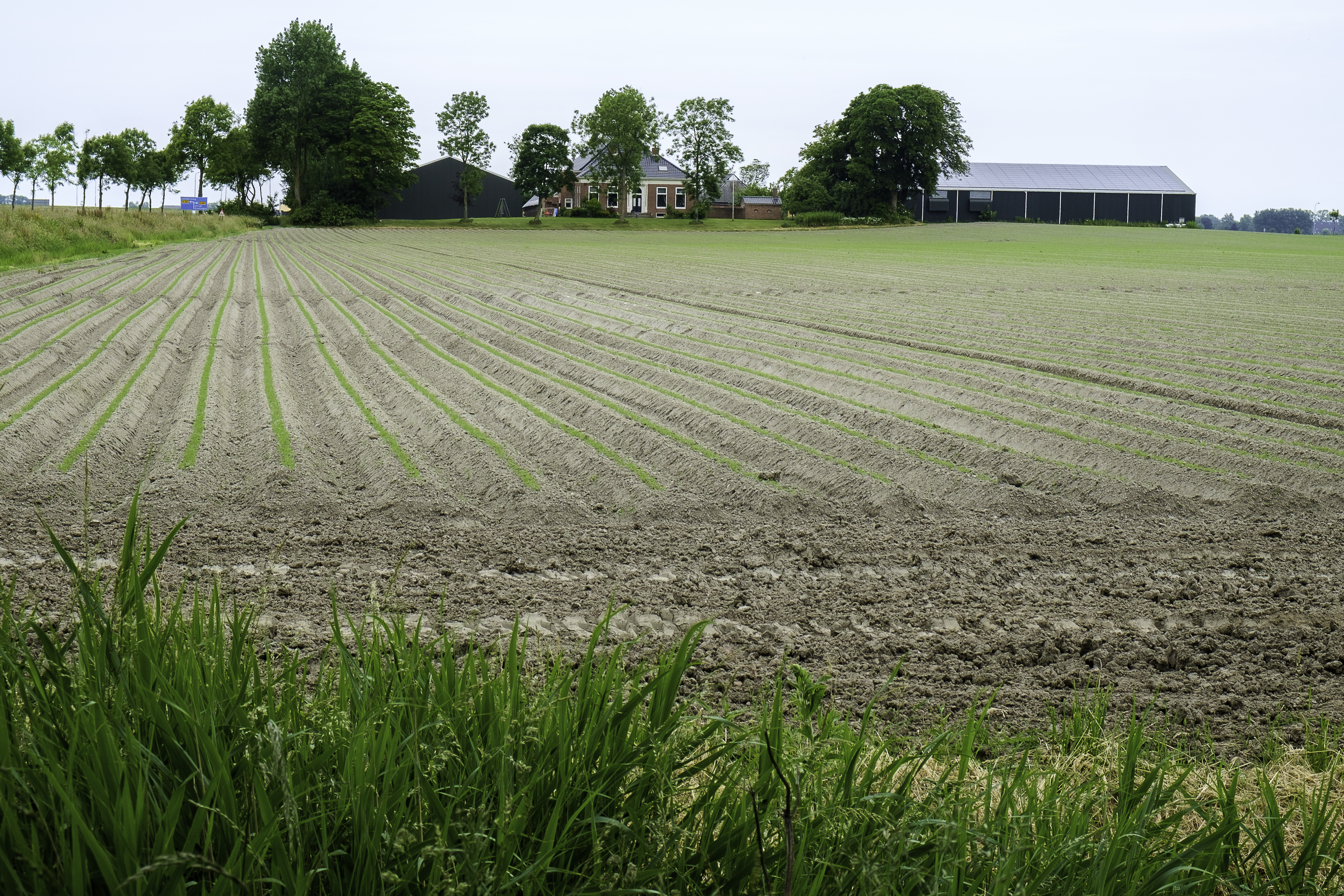
Boerderij Menneweer vanaf de Menneweersterweg

Hoofdplaats: Uithuizen

Dorpen: Adorp · Den Andel · Baflo · Bedum · Eenrum · Eppenhuizen · Hornhuizen · Houwerzijl · Kantens · Kloosterburen · 't Lage van de Weg · Lauwersoog · Leens · Leenstertillen · Lutjewolde · Mensingeweer · Molenrij · Niekerk · Noordwolde · Oldenzijl · Onderdendam · Onderwierum · Oosteinde · Oosternieland · Pieterburen · Rasquert · Rodewolt · Roodeschool · Rottum · Saaxumhuizen · Sauwerd · Startenhuizen (deels) · Stitswerd · Tinallinge · Uithuizermeeden · Ulrum · Usquert · Vliedorp · Vierhuizen · Warffum · Warfhuizen · Wehe-den Hoorn · Westerdijkshorn · Westernieland · Wetsinge · Winsum · Zandeweer · Zoutkamp · Zuidwolde · Zuurdijk

Buurtschappen, gehuchten, wierden en buurten: 1e Nijhoezen · 2e Nijhoezen · 't Aagt · Abbeweer · Alinghuizen · Arwerd · Barnegaten · Bellingeweer · Bethlehem · Beusum · Bokum · Breede · Broek · Het Bultje · De Dingen · De Raken · De Vennen · Den Haver · Deikum · Doodstil · Douwen · Duisterwinkel · Eelswerd · Eemshaven · Elens · Ellerhuizen · Ernstheem · Ewer · Grijssloot · Groot Maarslag · Groot Wetsinge · De Haar · Hammeland · Den Hander · Harssens · Hefswal · Hekkum · Helwerd · Heuvelderij · Hiddingezijl · Holwinde · De Hoogte · De Horn · De Houw · 't Houweel · De Hucht · Kaakhorn · Katershorn · Kattenburg · Klei · Kleine Huisjes · Klein Garnwerd · Klein Maarslag · Klein Wetsinge · Kolham · Koningslaagte · Koningsoord · De Knijp · Kruisweg · Lutje Marne · Lutke Saaxum · Maarhuizen · (Marnehuizen) · Menkeweer · Menneweer · Midhalm · Midhuizen · Mollenhuizen · Nijenklooster · Noordpolder · Noordpolderzijl · Obergum · Oldenzijl · Oldorp · Oosterhorn · Oosterhuizen (Eenrum) · Oosterhuizen (Zuidwolde) · Oudedijk · Oudeschip · Paapstil · Panser · Plattenburg · Polen · Ranum · Reidland · Roodehaan · Schapehals · Schaphalsterzijl · Schilligeham · Schouwen · Schouwerzijl · Sint Annerhuisjes · 't Stort · De Streek · Takkebos · Ter Laan · Tijum · Valcum · Valom · Wadwerd · Walsweer · Westerhorn (De Marne) · Westerhorn (Hogeland) · Westerklooster · Westpolder · Wierhuizen · Wierum · 't Wildeveld · Willemsstreek · Zevenhuizen